# Sanja Milkovic Hays
Sanja Milkovic Hays, née le 19 septembre 1958 à Zagreb à Croatie, est une costumière croate.

## Carrière
Diplômée d'une institution d'enseignement architecturale à l'Université de Zagreb, elle commence une carrière de cinéma aux studios Jadran à Zagreb comme assistante des chefs costumiers américains, britanniques et italiens. Elle survole vers les États-Unis[pas clair], précisément à Los Angeles, en 1987, tout en restant assistante costumière avec le chef Joseph Porro sur des films comme Stargate, la porte des étoiles et Independence Day.
Elle se concentre, en 1997, sur les costumes pour Star Trek : Insurrection de Jonathan Frakes et Blade de Stephen Norrington avant de travailler également avec les réalisateurs Brian De Palma, Tim Story et John Singleton. Elle collabore maintes fois avec Lee Tamahori et Justin Lin.
Dans les années 2000, elle participe avec beaucoup de succès à l'élaboration de projets de Rob Cohen, notamment The Fast and the Furious et surtout La Momie : La Tombe de l'empereur Dragon pour lequel elle est nommée par la Costume Designers Guild en 2009.

## Filmographie

### Costumière

#### Films
- 1988 : Le Blob (The Blob), de Chuck Russell — en tant que superviseur costumière
- 1989 : Hyper Space, de David Huey
- 1989 : Le Masque de la mort rouge (Masque of the Red Death), de Larry Brand
- 1990 : Destroying Angel, d'Arne Mattsson — en tant que superviseur costumière
- 1990 : Meet the Applegates, de Michael Lehmann
- 1990 : Les Extraterrestres en balade (Spaced Invaders), de Patrick Read Johnson
- 1991 : The Last Hour, de William Sachs
- 1991 : Newman (And You Thought Your Parents Were Weird), de Tony Cookson
- 1993 : Treacherous, de Kevin Brodie
- 1993 : Tombstone, de George Pan Cosmatos
- 1994 : Stargate, la porte des étoiles (Stargate), de Roland Emmerich — en tant qu'assistante costumière
- 1995 : Power Rangers, le film (Mighty Morphin Power Rangers: The Movie), de Bryan Spicer - en tant qu'assistante costumière
- 1995 : The Albatross, de John Hays
- 1996 : Independence Day, de Roland Emmerich - en tant qu'assistante costumière
- 1997 : 8 Têtes dans un sac (8 Heads in a Duffel Bag), de Tom Schulman
- 1998 : Woo, de Daisy von Scherler Mayer — en tant que consultante costumière
- 1998 : Star Trek : Insurrection (Star Trek: Insurrection), de Jonathan Frakes
- 1998 : Blade, de Stephen Norrington
- 1999 : Beowulf, de Graham Baker
- 2000 : Mission to Mars, de Brian De Palma
- 2001 : Le Masque de l'araignée (Along Came a Spider), de Lee Tamahori
- 2001 : Fast and Furious (The Fast and the Furious), de Rob Cohen
- 2002 : Méchant Menteur (Big Fat Liar), de Shawn Levy
- 2002 : xXx, de Rob Cohen
- 2003 : 2 Fast 2 Furious, de John Singleton
- 2003 : Treize à la douzaine (Cheaper by the Dozen), de Shawn Levy
- 2004 : New York Taxi (Taxi), de Tim Story
- 2005 : xXx² : The Next Level (xXx: State of the Union), de Lee Tamahori
- 2006 : Fast and Furious: Tokyo Drift (The Fast and the Furious: Tokyo Drift), de Justin Lin
- 2006 : Rédemption (Gridiron Gang), de Phil Joanou
- 2007 : Next, de Lee Tamahori
- 2008 : La Momie : La Tombe de l'empereur Dragon (The Mummy: Tomb of the Dragon Emperor), de Rob Cohen
- 2009 : Fast and Furious 4 (Fast & Furious), de Justin Lin
- 2010 : Piranha 3D (Piranha), d'Alexandre Aja
- 2011 : World Invasion: Battle Los Angeles (Battle: Los Angeles), de Jonathan Liebesman
- 2011 : Fast and Furious 5 (Fast Five), de Justin Lin
- 2012 : Total Recall : Mémoires programmées (Total Recall), de Len Wiseman
- 2016 : Star Trek : Sans limites (Star Trek Beyond), de Justin Lin
- 2020 : Fast and Furious 9 de Justin Lin
- 2025 : Thunderbolts de Jake Schreier

#### Téléfilms
- 1990 : Enterré vivant (Buried Alive), de Frank Darabont
- 1991 : The Sitter, de Rick Berger
- 1992 : Doing Time on Maple Drive, de Ken Olin
- 1993 : Based on an Untrue Story, de Jim Drake

### Productrice
- 1995 : The Albatross, de John Hays — en tant que coproductrice

## Récompenses et nominations

### Nomination
Costume Designers Guild Awards
- 2009 : Excellence in Costume Design for Film - Fantasy pour La Momie : La Tombe de l'empereur Dragon